# Universiteit van Lima
De Universiteit van Lima (Spaans: Universidad de Lima) is een private onderzoeksuniversiteit, gevestigd in Lima, Peru. De universiteit werd opgericht op 25 april 1962 door een groep professoren gesteund door vertegenwoordigers uit de industrie en is een non-profit universiteit. De universiteit begon met een kleine campus in het Jesús María district, maar vanwege ruimte tekort is er een campus bijgekomen in Santiago de Surco.
In de QS World University Rankings van 2020 staat de Universiteit van Lima op een 171-180ste plaats in de ranglijst voor Latijns-Amerika, waarmee het de 8e Peruviaanse universiteit op de lijst is.